# Liteni (Moara), Suceava
Liteni (germană Liteny) este un sat în comuna Moara din județul Suceava, Bucovina, România.

## Recensământul din 1930
Componența etnică a satului Liteni
     Români (94,2%)
     Germani (3,6%)
     Evrei (1,3%)
     Polonezi (1,15%)
     Altă etnie (0,4%)
Componența confesională a satului Liteni
     Ortodocși (93,7%)
     Romano-catolici (1,7%)
     Mozaici (1,3%)
     Evanghelici\Luterani (3,4%)
     Altă religie (0,16%)
Conform recensământului efectuat în 1930, populația satului Liteni se ridica la 902 locuitori. Majoritatea locuitorilor erau români (94,2%), cu o minoritate de germani (3,6%), una de evrei (1,3%) și una de polonezi (0,5%). Alte persoane s-au declarat: ruteni (3 persoane), ruși (2 persoane), cehi\slovaci (1 persoană). Din punct de vedere confesional, majoritatea locuitorilor erau ortodocși (93,7%), dar existau și romano-catolici (1,7%), mozaici (1,3%) și evanghelici\luterani (3,4%) . Alte persoane au declarat: greco-catolici (1 persoană).
 Acest articol despre o localitate din județul Suceava este deocamdată un ciot. Puteți ajuta Wikipedia prin completarea lui.